# The V Word
The V Word és el tercer episodi de la segona temporada de la sèrie de televisió estatunidenca Masters of Horror. Va ser estrenat el 10 de novembre de 2006 en la cadena de pagament Showtime.
El títol fa referència a la paraula Vampire (Vampir), prenent d'aquesta la lletra inicial V, com també es va fer amb The L Word.
L'episodi forma part d'un conjunt de pel·lícules de terror d'una hora de durada dirigides per diversos directors. En aquest cas el triat va ser Ernest Dickerson, i el guionista/productor Mick Garris.

## Argument
Dos amics, Kerry (Arjay Smith) i Justin (Branden Nadon) decideixen anar visitar una gran mansió on emmagatzemen cadàvers. Una vegada allí descobreixen que el lloc on hauria d'estar el vigilant nocturn està buit així que comencen a investigar per la casa per a veure si ho troben. Quan pugen al segon pis són atacats pel que sembla ser un vampir anomenat Mr. Cheany (Michael Ironside) i Kerry i Smith intenten sortir de la mansió.

## Repartiment
| Actor            | Personatge             |
| ---------------- | ---------------------- |
| Arjay Smith      | Kerry                  |
| Branden Nadon    | Justin                 |
| Michael Ironside | Mr. Cheany, el vampiro |
| Jodelle Ferland  | Lisa, la madre         |
| Lynda Boyd       | Carolyn, la hermana    |

## Producció
L'episodi està rodat, com els altres episodis, en 1.78:1 widescreen el que ajuda a donar-li un aspecte fosc a tot l'episodi, que de fet està rodat íntegrament de nit.
El vampir que apareix en aquest episodi no és el vampir comú que coneixem ja que no té ullals amb els quals mossegar, així que més que succionar, beu la sang.

## DVD
L'episodi va ser publicat en DVD l'11 de desembre de 2007, gravat en 1.78.1 widescreen i disponible en so sorround Dolby Digital 5.1 o en Dolby Digital 2.0 Stereo.
Conté alguns extres com; comentaris del director Ernest Dickerson i guionista/productor Mick Garriss, Feeding Frenzy: The Making Of The V Word  un Darrere de les cambres amb una entrevista a Michael Ironside, Bite Me: Mastering The Neck Wound un petit clip sobre els efectes especials.
També té una galeria de captures de fotos, tràilers d'altres episodis de Masters of Horror i el guió de la pel·lícula en format PDF.

## Director triat
Ernest Dickerson és conegut per la sèrie Herois i ser el director de la pel·lícula Tales from the Crypt: Demon Knight. En la televisió també ha treballat en The Wire. Com a segona unitat ha treballat en Day of the Dead i també en el videoclip de Bruce Springsteen Born in the USA.